# Foppolo
Foppolo ([ˈfɔpːolo]; Fòpol in dialetto bergamasco [ˈfɔpol]) è un comune italiano di 150 abitanti della provincia di Bergamo in Lombardia, situato in Alta Val Brembana, a circa 58 chilometri a nord dal capoluogo orobico ed è il più alto comune della provincia di Bergamo.

## Storia
Le origini del paese sono tuttora molto incerte. Alcune ipotesi sostengono che i Romani, arrivati in molte località dell'alta valle Brembana per lo sfruttamento delle miniere, giunsero anche a Foppolo per utilizzare le risorse minerarie presenti in località Cadelle.
Altri invece asseriscono che i primi abitanti furono i pastori mandriani che, sin dall'epoca medievale, trasferivano le mandrie presso gli eccellenti pascoli di Foppolo durante i mesi estivi, per poi abbandonare la zona durante la fredda stagione invernale, che qui presentava temperature gelide anche a causa della conformazione territoriale del luogo, inserito tra anguste vallette, che assumevano l'aspetto di cavità del terreno.
Ed è da questa caratteristica, che in dialetto locale si esprime con Foppa che vuol dire "piccola conca" (traslato poi in Foppolo), dal quale deriva il toponimo.
All'allevamento dei bovini, nell'economia tradizionale di Foppolo, si accompagnava la fabbricazione dei formaggi, smerciati alla frequentatissima fiera di Branzi.
Non sono molti i documenti scritti che attestano l'esistenza del piccolo borgo: il principale, risalente all'anno 1331, è uno statuto nel quale Foppolo veniva menzionato come borgo facente parte dell'unità amministrativa comprendente i vicini Carona, Valleve, Cambrembo, e Fondra.
Scarse sono le notizie riferite anche all'epoca medievale, della quale si sa che il borgo venne posto nel feudo facente capo alla famiglia ghibellina dei Visconti, che diedero il permesso, ad ogni persona appartenente alla loro fazione, di uccidere un guelfo. Nonostante questo non ci sono giunti documenti che attestano di lotte avvenute sul suolo comunale. Si sa inoltre che si verificò un ulteriore sviluppo delle miniere di ferro, tanto che il territorio venne parzialmente disboscato per favorire tale attività.

Nel 1452 Foppolo si staccò come comune da Valleve, e nel 1481 venne fondata una piccola chiesa parrocchiale con tre altari: monsignor Federico Corneli nella visita pastorale del 1624 riportando i dati di una pergamena allora in possesso del parroco, scrive: 
Nel corso del XVI secolo il paese, dopo essere entrato a far parte della Repubblica di Venezia, ottenne l'autonomia amministrativa e fu inserito nel distretto amministrativo della Valle Brembana Oltre la Goggia, che comprendeva tutti i comuni dell'alta valle, con capoluogo posto a Valnegra e godeva di sgravi fiscali e numerosi privilegi.
La vita del borgo si sviluppava anche intorno a due confraternite: quella della SS. Sacramento, eretta dal rev. Visitatore di S. Carlo durante la sua visita (3 ottobre 1575) e l'altra del S. Rosario. Dell'oratorio di San Rocco di Foppolo in monte, nominato dal suddetto visitatore, esistono forse appena le fondamenta.
L'attuale chiesa parrocchiale di S. Maria Assunta venne ricostruita nel 1735 sotto il parroco don Giovanni Maria Dominoni, a seguito della distruzione della precedente da parte di una valanga, e consacrata da Mons. Vescovo Redetti durante la visita pastorale del 2 luglio 1737.
Con l'arrivo della dominazione austriaca, il territorio fu soggetto a forti dazi e tasse, che affossarono le esportazioni del ferro e fecero cadere in una crisi irreversibile l'economia valligiana.
Al Passo Dordona sul confine tra la provincia di Sondrio e Bergamo è possibile ancora osservare i resti delle trincee risalenti alla prima guerra mondiale. Queste trincee poste sul crinale orobico non furono costruite lungo il fronte del combattimento, ma servivano come seconda linea difensiva, in caso di sfondamento austriaco attraverso l'alta Valtellina, per evitare che le truppe asburgiche raggiungessero in breve tempo Milano. Il generale Cadorna ordinò pertanto la costruzione di trincee e postazioni d'artiglieria lungo il tratto occidentale del versante Orobico che offriva alcuni passi di facile accesso, come il Passo di San Marco e il Passo Dordona.
In preparazione dello sforzo bellico, venne anche costruito un tratto di carrozzabile militare da Valleve a Cambrembo. Il tratto, allargato e risistemato, venne prolungato fino a Foppolo in epoca fascista, su impulso del podestà Antonio Bianchi, ed inaugurato nel 1934 intitolandolo ad Arnaldo Mussolini (fratello di Benito).
La strada carrozzabile tolse dall'isolamento il paese, fino ad allora raggiungibile soltanto tramite anguste e pericolose mulattiere da Valleve, e permise più avanti la realizzazione degli impianti di risalita per la stagione invernale con il conseguente sviluppo turistico con hotel e nuovi appartamenti.
A partire dal secondo dopoguerra il paese ha visto un rilevante incremento turistico, facendo diventare il paese una delle mete più rinomate delle montagne bergamasche per quanto riguarda gli sport invernali. Ciò ha permesso a Foppolo di non risentire, al pari dei paesi vicini, del fenomeno dell'emigrazione e dello spopolamento del territorio.
Dalle visite pastorali risulta che gli abitanti di Foppolo nel 1575 erano 110; nel 1699, 270; nel 1780, 150; nel 1858, 172; nel 1920, 165; nel 1945, 137.
Foppolo, così come la vicina Valleve resta comunque un territorio di alta montagna naturalmente soggetto al fenomeno delle valanghe: il 12 gennaio 1977 una valanga si staccò da poco sotto la vetta del monte Arete (2.227 metri) e, percorrendo il canale Vallesino, si abbatté con estrema violenza sulla parte bassa dell'abitato di Foppolo, investendo numerosi condomini e abitazioni, oltre alla chiesa, che riportò non pochi danni. La vittime furono in totale otto, e il paese rimase isolato per una settimana.

### Simboli
Lo stemma è liberamente utilizzato dal comune ed è privo di formale decreto di concessione. 
Il gonfalone in uso è un drappo di azzurro.

## Monumenti e luoghi d'interesse
Dal punto di vista storico, si può ancora ammirare la chiesa parrocchiale, dedicata a Santa Maria Assunta. Edificata nel XVIII secolo in luogo di un'altra, originaria del XV secolo distrutta da una valanga, è composta da tre altari e custodisce opere di buon pregio, tra le quali una Pietà in legno del XV secolo. Si possono ancora ammirare le varie contrade di antica realizzazione, rimaste ancora intatte. Del XX secolo è la chiesa della Beata Vergine della Neve.

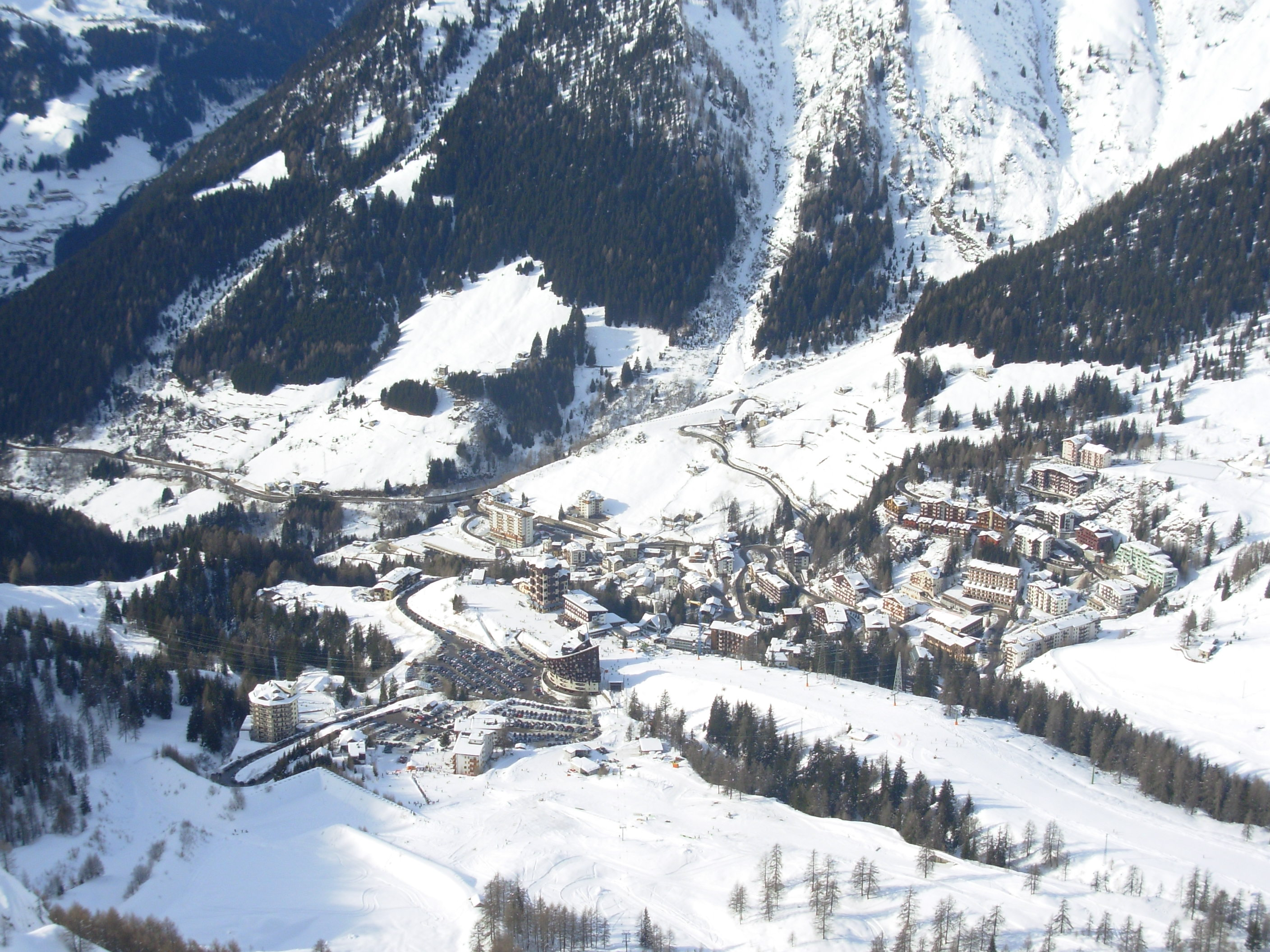
Foppolo dal Valgussera
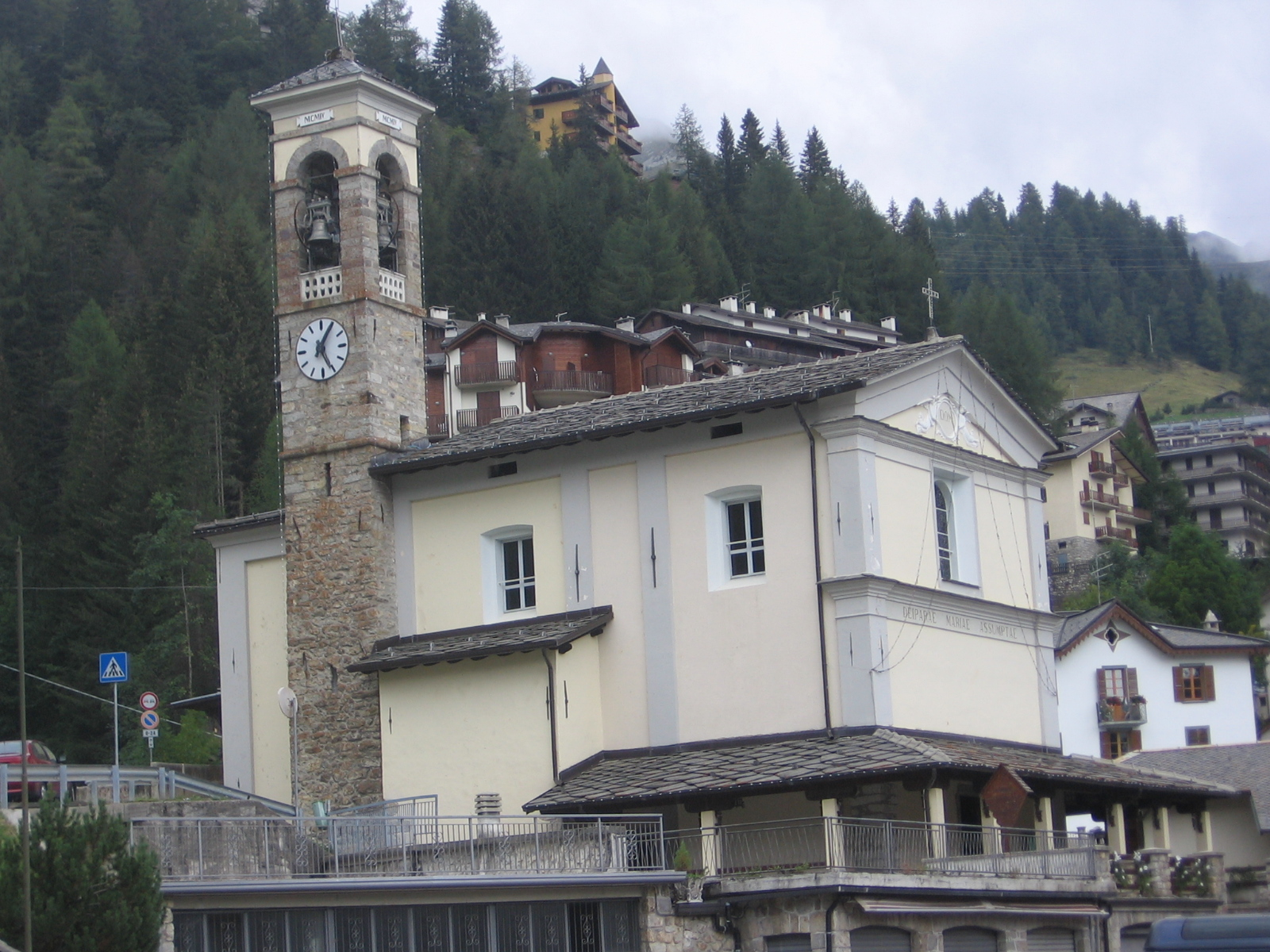
Parrocchiale dell'Assunta
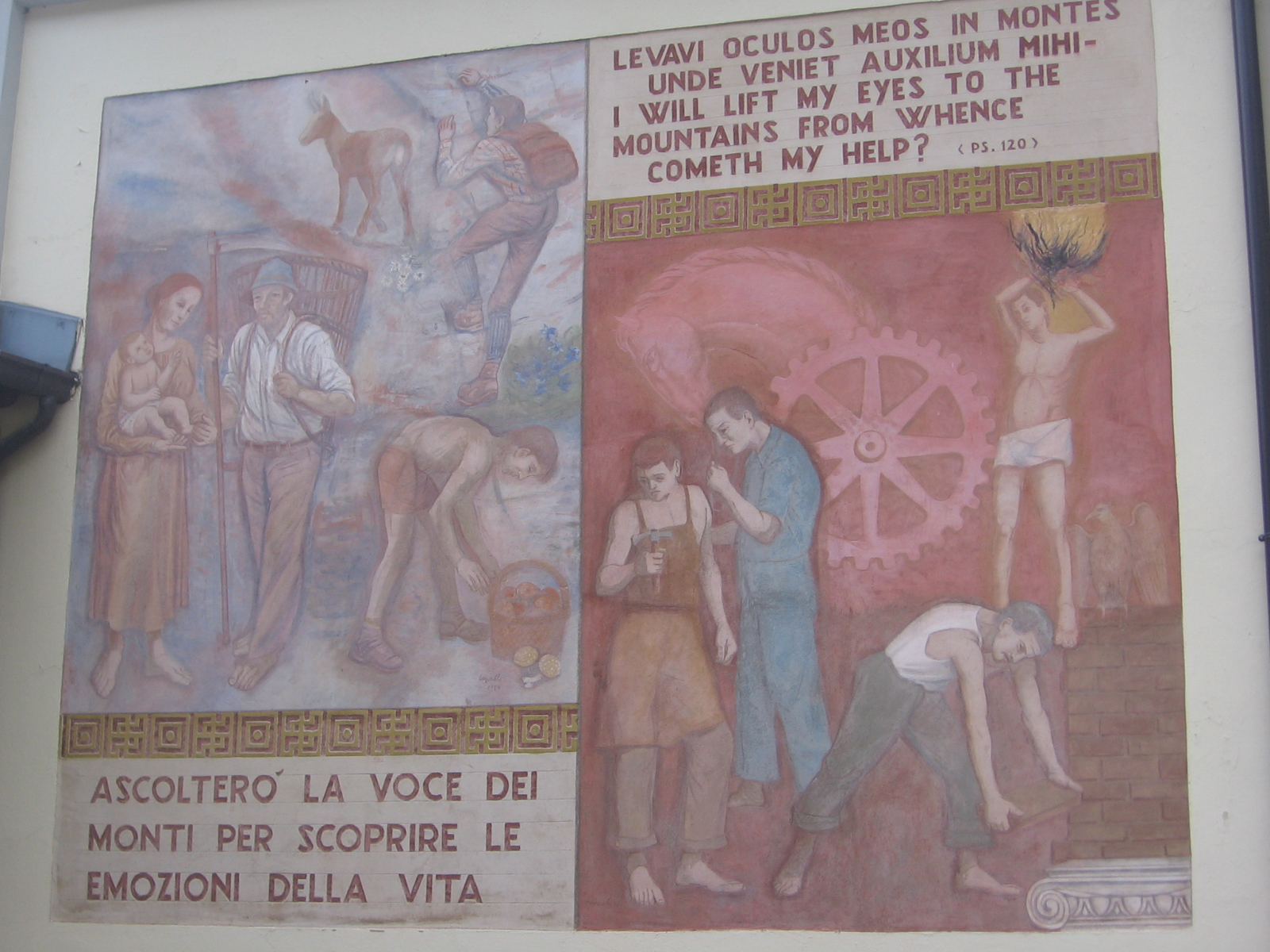
Murale sul lato della parrocchiale: Agricoltura e industria
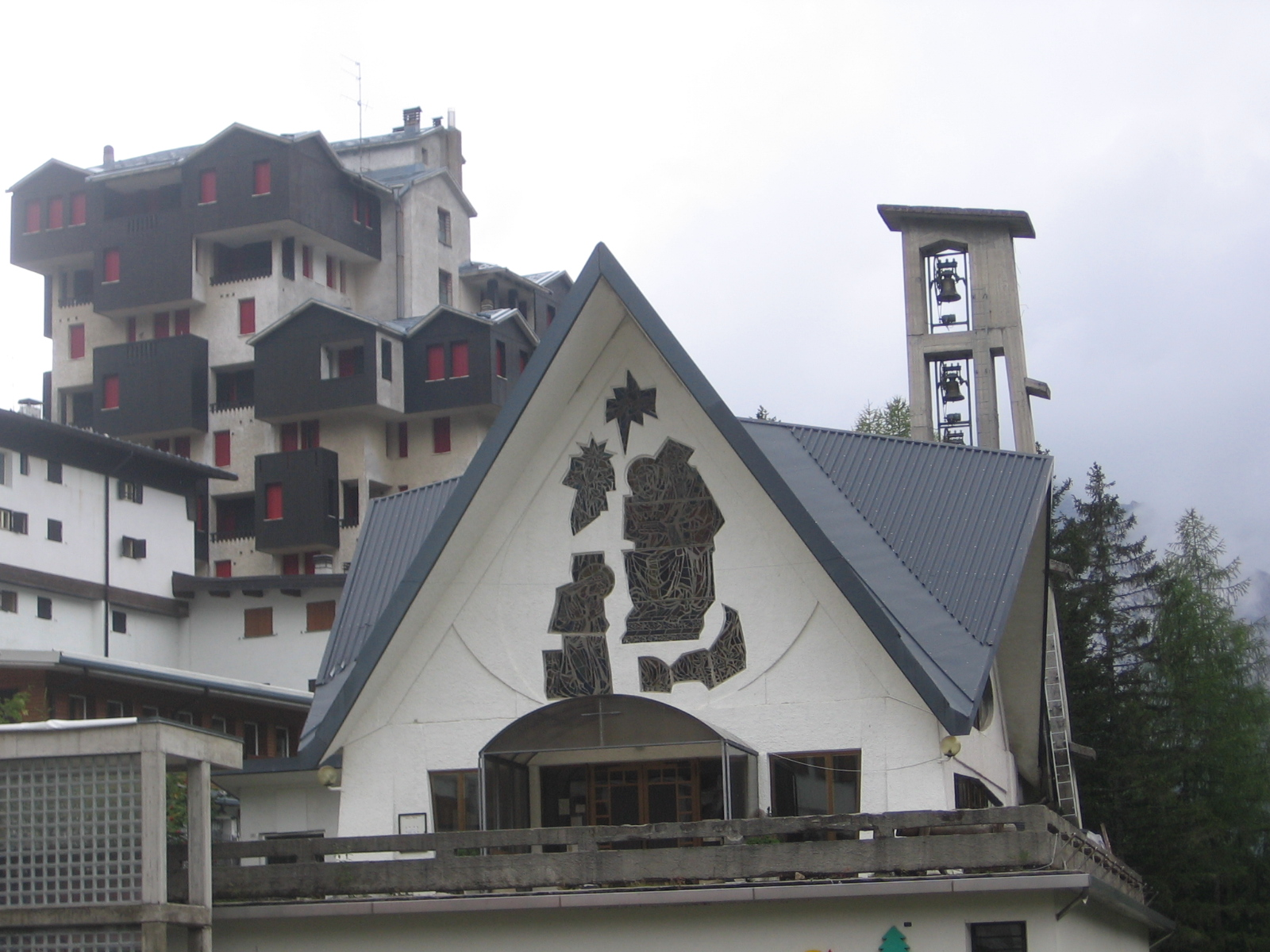
Madonna della Neve
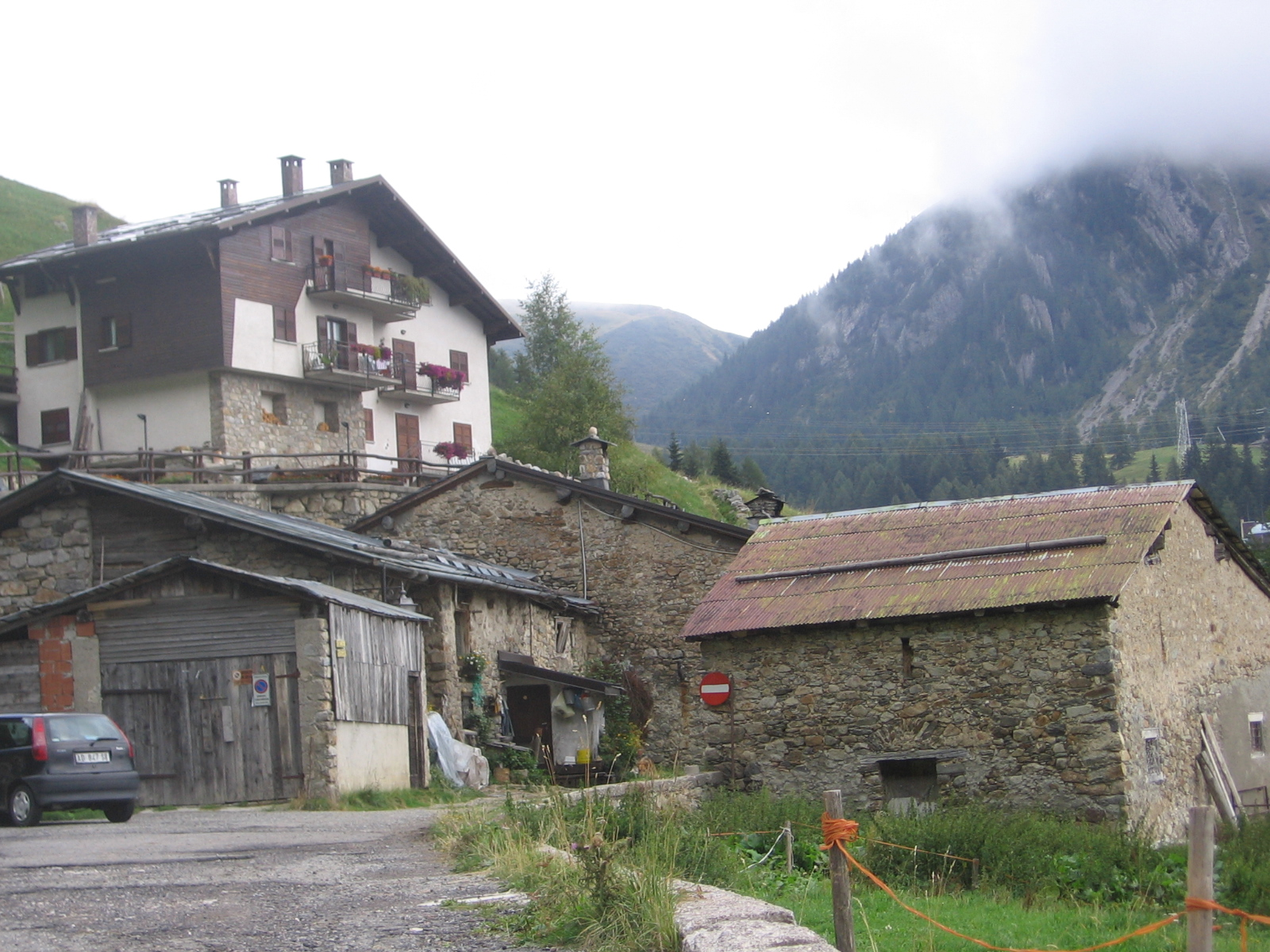
Case antiche alla contrada Piano
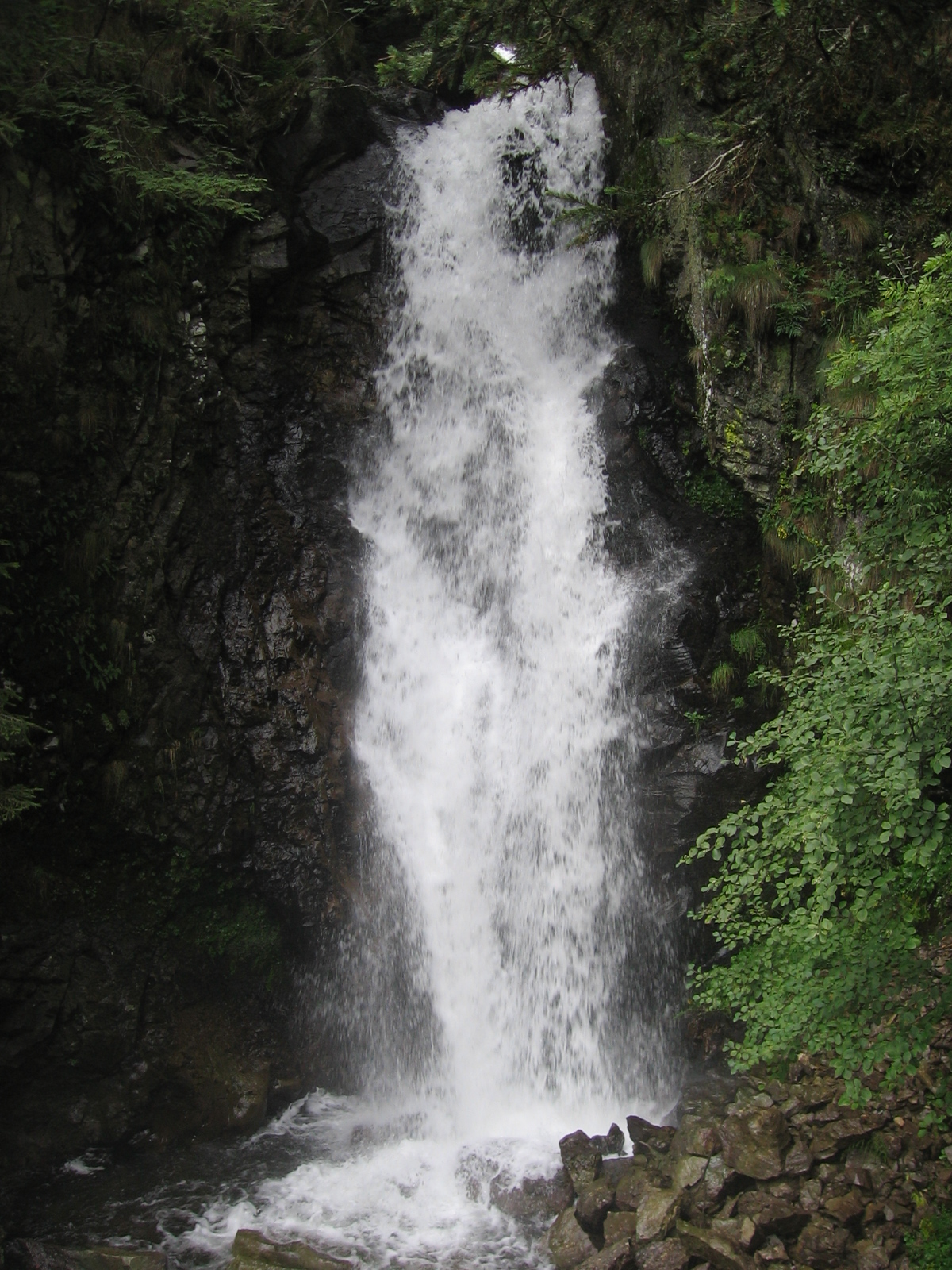
Cascata

## Società

### Evoluzione demografica
Abitanti censiti

## Geografia antropica

### Contrade

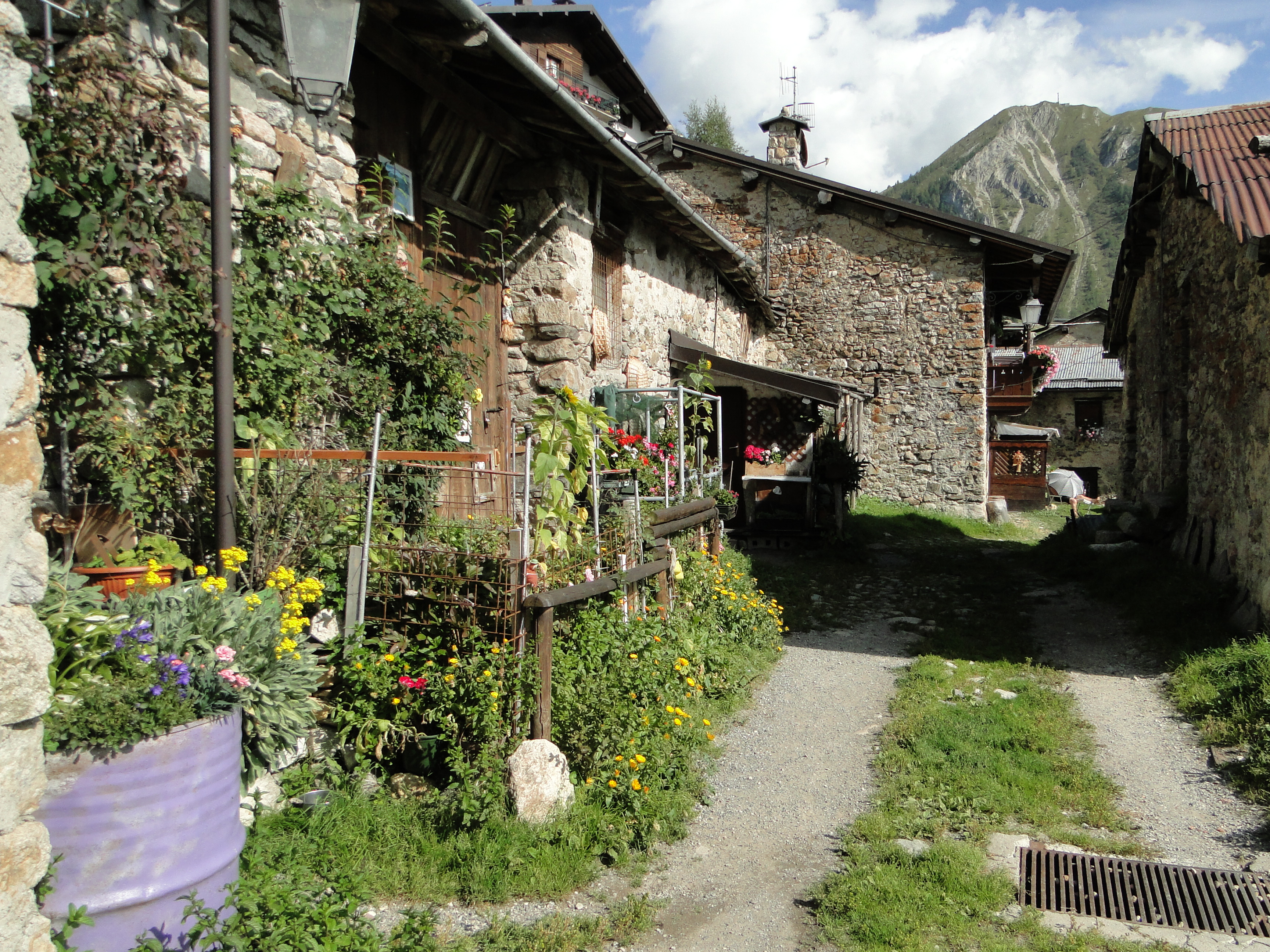
Il borgo di Piano

Il territorio di Foppolo si divide in parecchie contrade: Arale, Costa, Moretti, Piano, Rovera, Sponda, Teggie, Cortivo e Vendulaperto. Molte di queste sono disabitate, ma mantengono intatto lo stile rurale che le ha contraddistinte nel corso dei secoli.
Il nucleo storico invece ha visto stravolgere il proprio aspetto nel nome del turismo: migliaia di appartamenti (1800 non abitati), adibiti alla funzione di seconde case, costruiti un po' ovunque, hanno completamente snaturato l'originale paesaggio.

### Località
- Loc. Piano
- Loc. Tegge

## Amministrazione
| Periodo        | Periodo        | Primo cittadino       | Partito                                                                       | Carica                  | Note          |
| -------------- | -------------- | --------------------- | ----------------------------------------------------------------------------- | ----------------------- | ------------- |
| 26 giugno 1985 | 23 aprile 1995 | Gianfranco Invernizzi | Democrazia Cristiana                                                          | Sindaco                 | [ 11 ]        |
| 24 aprile 1995 | 13 giugno 1999 | Alberto Piastri       | Lista civica di centro-sinistra                                               | Sindaco                 | [ 12 ]        |
| 14 giugno 1999 | 12 giugno 2004 | Erminio Drago         | Lista civica                                                                  | Sindaco                 | [ 13 ]        |
| 13 giugno 2004 | 3 maggio 2018  | Giuseppe Berera       | Lista civica Per Foppolo (2004-2014) Lista civica Foppolo insieme (2014-2018) | Sindaco                 | [ 14 ] [ 15 ] |
| 4 maggio 2018  | 26 maggio 2019 | Letterio Porto        |                                                                               | Commissario prefettizio | [ 16 ]        |
| 27 maggio 2019 | 9 giugno 2024  | Gloria Carletti       | Lista civica Giovani per Foppolo                                              | Sindaco                 | [ 17 ]        |
| 10 giugno 2024 | in carica      | Eli Pedretti          | Lista civica Foppolo 2024                                                     | Sindaco                 |               |

## Economia

### Lo sviluppo del turismo alpino
Le sempre crescenti offerte turistiche di Foppolo si basano sull'ottima posizione geografica del paese. Numerose sono infatti le possibilità che vengono offerte al turista: in estate si possono compiere numerosissime escursioni, adatte ad ogni tipo di utenza, tra le quali spiccano quelle ai vicini Monte Toro e Pegherolo, al passo di Valcervia, del Porcile e del Dordona, dove si possono ancora vedere le trincee verso la
Valtellina, ma anche ai laghi Moro, Foppa e Delle Trote, tutti abbondantemente al di sopra di quota 2000 metri s.l.m. La conca di Foppolo è circondata dai Monte Valgussera (2200 m), Pizzo del Vescovo (2175 m), Pizzo Corno Stella (2621 m), Monte Toro (2524 m), Monte Cadelle (2483 m), Monte Valegino (2415 m), Monte Arete (2227 m), Monte Cavallo (2323 m sopra San Simone) e il Monte Pegherolo (2369 m).
Durante il periodo invernale Foppolo diventa il centro sciistico più importante delle Orobie bergamasche, con una grande quantità di piste da sci. La località sciistica è collegata, sci ai piedi, con le piste di Carona Carisole creando un comprensorio con 12 impianti che servono 26 piste per un totale di circa 30 km da un'altezza di 1635 m a 2200 m del Monte Valgussera. A Foppolo è presente anche una pista da fondo in località Convento con un percorso da 3 km circa. Il tutto con una grande scuola sci, Scuola Italiana Sci Alta Valle Brembana (che comprende tutte le località della Valle Brembana), la Scuola Sci 90 di Foppolo, la Scuola Brembo Extreme Foppolo, la Shedschool di Foppolo e la Scuola Sci San Simonee soprattutto Foppolo Freestyle che gestisce anche lo snowpark. A pochi chilometri di distanza si trovano le piste di San Simone (Valleve) che rientrano nel comprensorio Brembo Superski. Nel 2017 la società Brembo SuperSki srl a cui erano affidati gli impianti di risalita viene dichiarata fallita e gli oneri ricadono sui tre comuni Foppolo, Valleve, Carona che ne erano i soci totalitari; La maggioranza delle quote apparteneva a Foppolo che si farà carico dell'ingente deficit procurato dalla sua partecipata. A seguito di questa e altre vicende la giunta comunale si è dimessa e il Comune di Foppolo, come già quello di Valleve è stato commissariato.

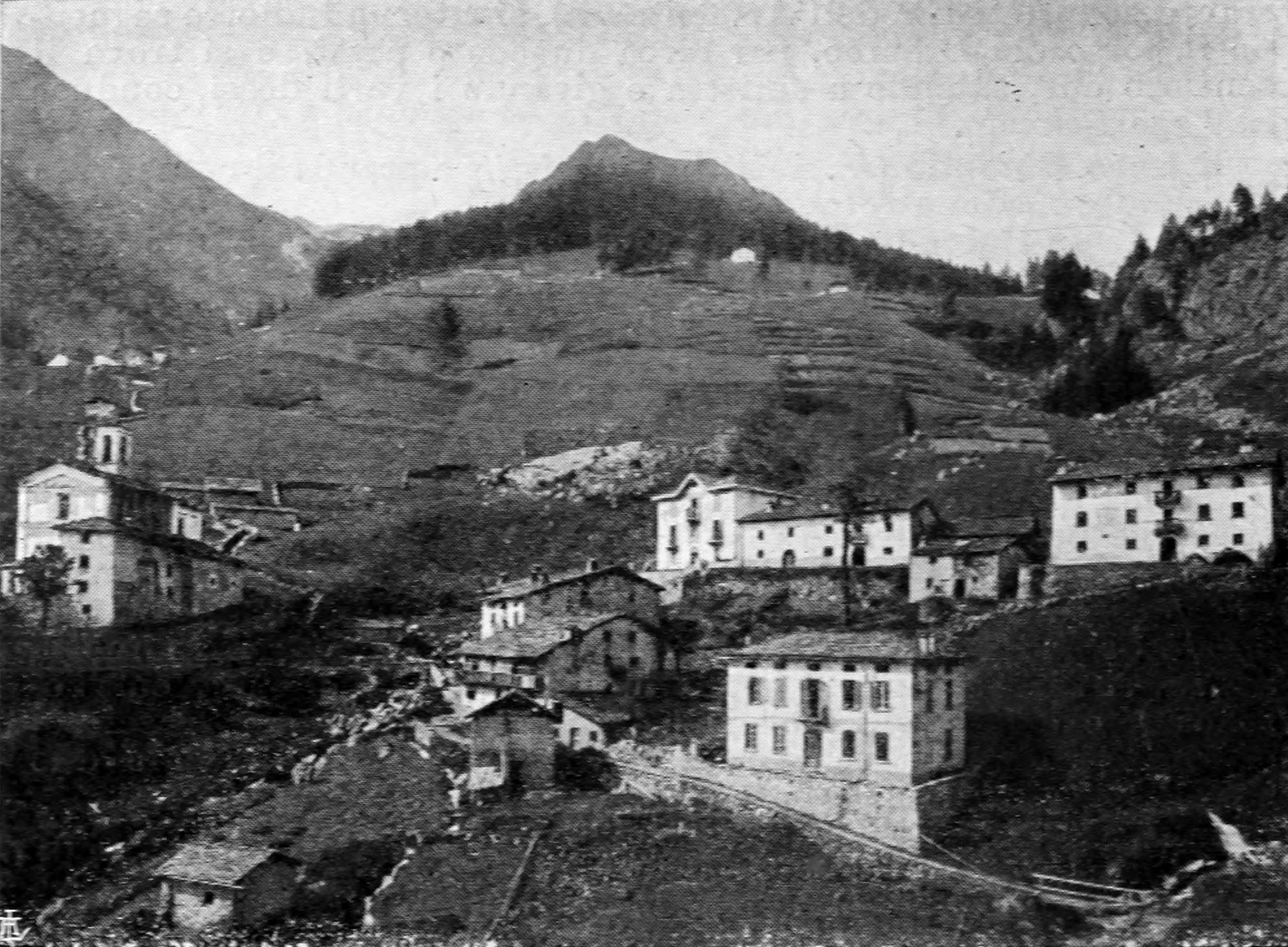
Foppolo a fine '800
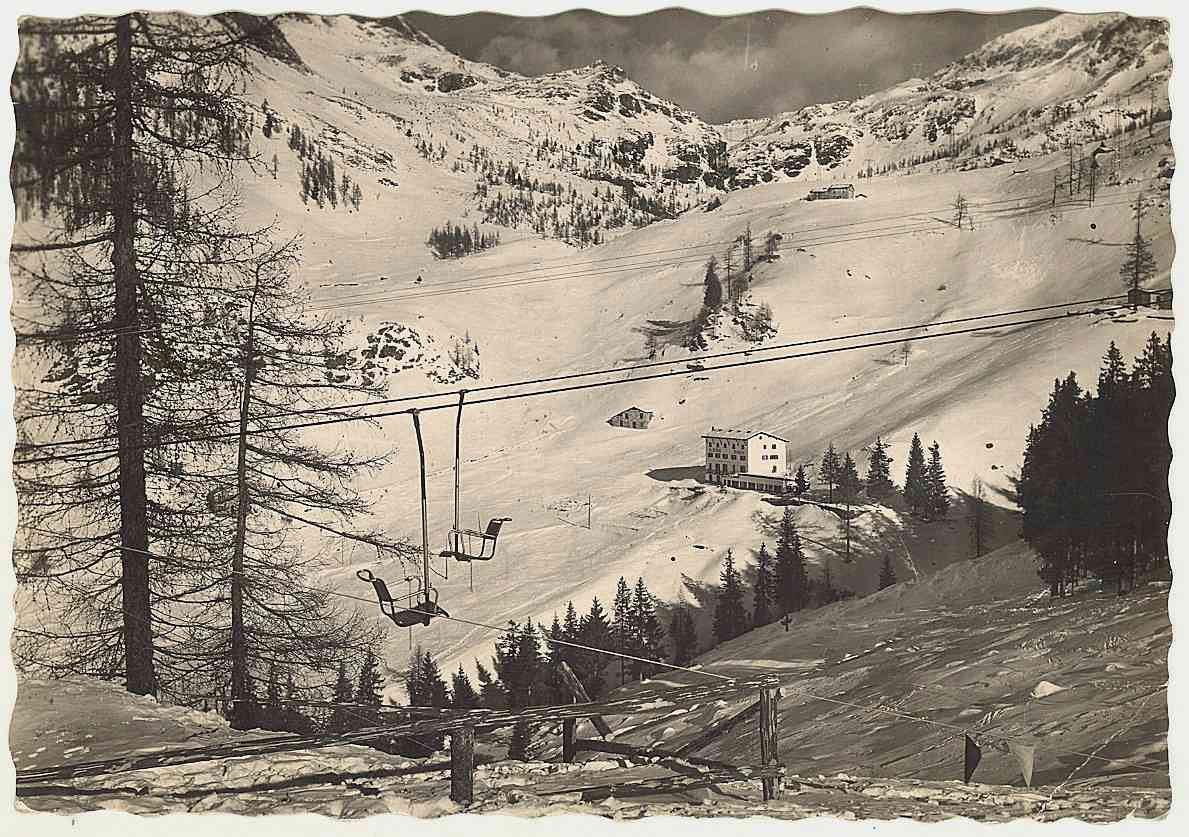
La seggiovia dall'albergo Dalmine (1955)
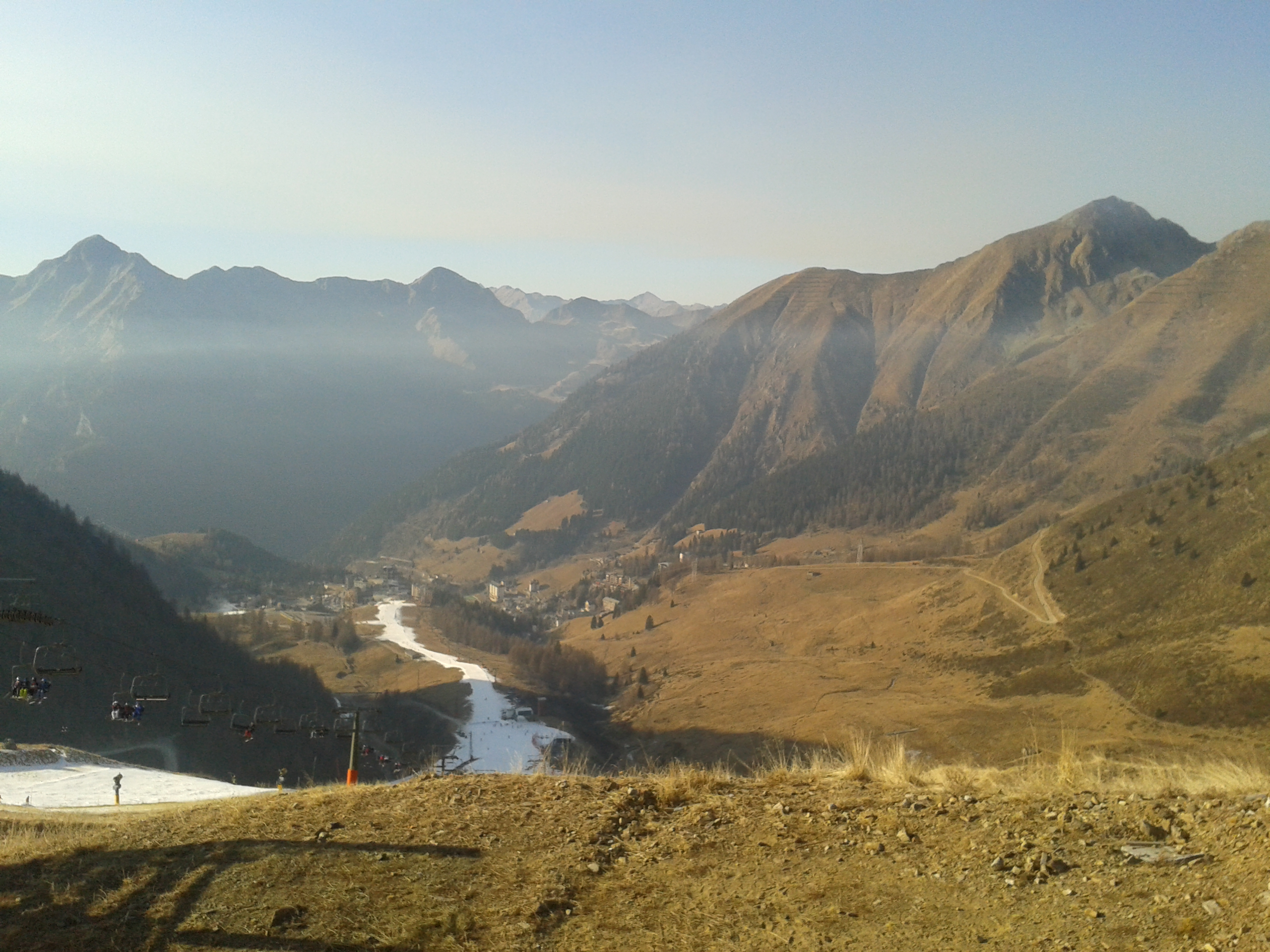
Innevamento artificiale (dicembre 2015)
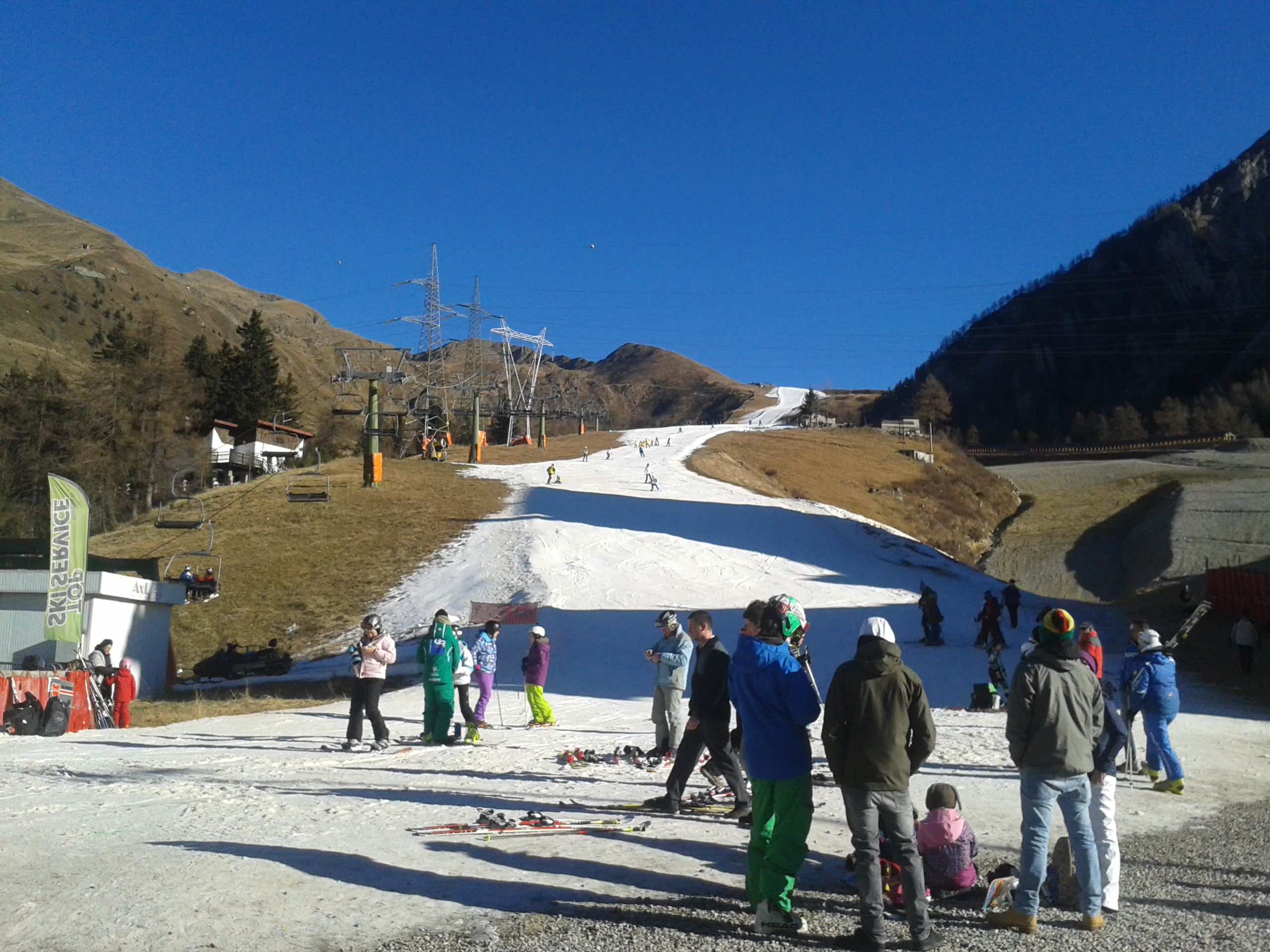
Innevamento artificiale (dicembre 2015)